# Lalœuf
Lalœuf település Franciaországban, Meurthe-et-Moselle megyében. Lakosainak száma 301 fő (2022. január 1.). Lalœuf Battigny, Dolcourt, Favières, Gélaucourt, Goviller, Ognéville, Thorey-Lyautey és Vitrey községekkel határos.

## Népesség
A település népességének változása:
| Lakosok száma | 229  | 180  | 207  | 284  | 292  | 293  | 291  | 291  | 294  | 301  |
|               | 1968 | 1982 | 1990 | 2006 | 2013 | 2015 | 2017 | 2019 | 2020 | 2022 |